# الخالی بانگورا
الخالی بانگورا (انگلیسی: Alkhaly Bangoura؛ زادهٔ ۸ ژانویهٔ ۱۹۹۶) بازیکن فوتبال اهل گینه است.
از باشگاه‌هایی که در آن بازی کرده است می‌توان به باشگاه فوتبال صفاقسی اشاره کرد.
وی همچنین در تیم ملی فوتبال گینه بازی کرده است.